# Aankhen (film 1993)
Aankhen è un film indiano del 1993 diretto da David Dhawan.